# Antennengewinn

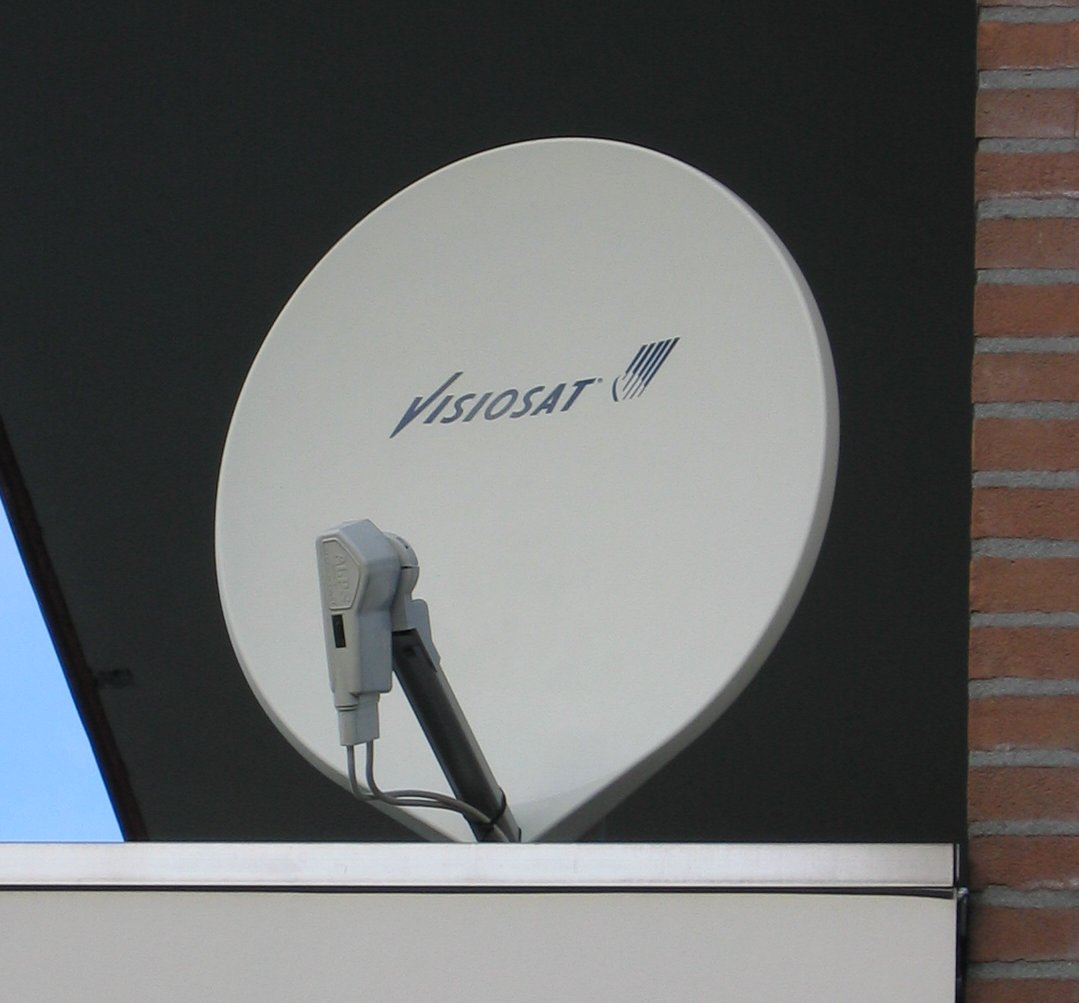
Parabolantenne

Der Antennengewinn fasst die Richtwirkung und den Wirkungsgrad einer Antenne zusammen. Er ist das Verhältnis aus der in Hauptrichtung abgegebenen oder aufgenommenen Strahlungsleistungsdichte und der einer verlustlosen Bezugsantenne gleicher Antennenspeiseleistung, die definitionsgemäß einen Antennengewinn von 0 dB hat. Als Bezugsantenne wird meist ein hypothetischer Isotropstrahler mit in allen Richtungen gleicher Strahlstärke gewählt oder eine Dipolantenne.

## Berechnung

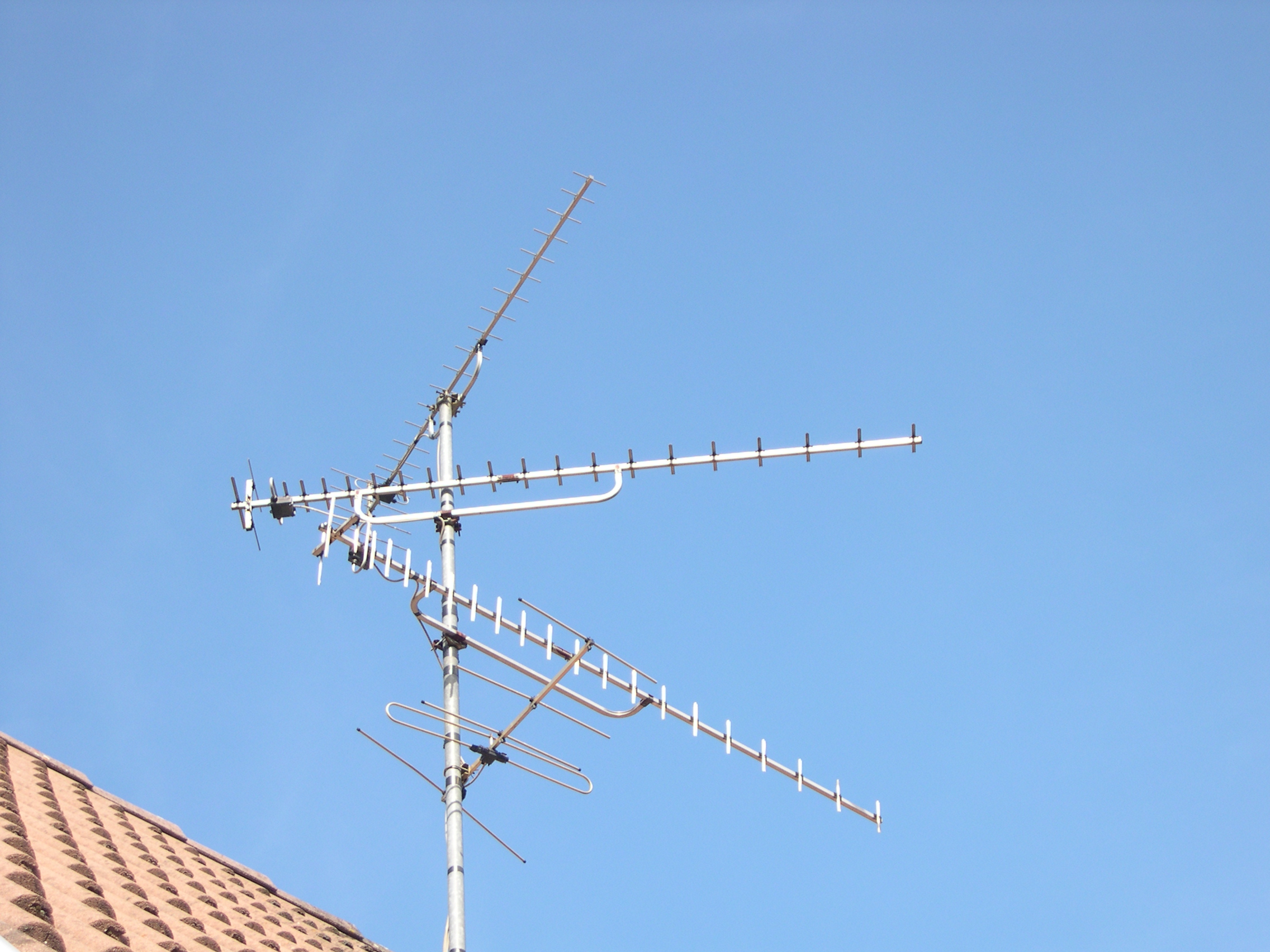
Yagi-Uda-Antennen

Antennen mit einem hohen Gewinn sind immer stark richtungsempfindlich: In anderen Richtungen als der Hauptrichtung wird die Abstrahlung bzw. der Empfang stark unterdrückt. In der Hauptrichtung sind dafür Verbindungen mit Empfängern bzw. Sendern auch bei größerer Entfernung oder geringerer Empfindlichkeit bzw. schwächerer Sendeleistung möglich. Typische Richtantennen sind die Parabolantenne, umgangssprachlich auch als „Satellitenschüssel“ bezeichnet, und die Yagi-Uda-Antenne, wie sie beispielsweise für terrestrisches Fernsehen verwendet wird.
Der Antennengewinn G ist das Produkt aus dem Richtfaktor D und dem Wirkungsgrad {\displaystyle \eta } der Antenne:
{\displaystyle G=D\cdot \eta >0}
mit
- Richtfaktor {\displaystyle D\geq 1}
- Wirkungsgrad {\displaystyle \eta \leq 1.}

Genau genommen muss jeweils zwischen Senden und Empfangen unterschieden werden:
{\displaystyle G_{\mathrm {s} }=D\cdot \eta _{\mathrm {s} }}
{\displaystyle G_{\mathrm {e} }=D\cdot \eta _{\mathrm {e} },}
da die Wirkungsgrade für Senden und Empfangen unterschiedlich definiert sind (s. u.).
Oft werden jedoch beide Wirkungsgrade in erster Näherung gleich 1 gesetzt:
{\displaystyle \eta \approx \eta _{\mathrm {s} }\approx \eta _{\mathrm {e} }\approx 1,}
woraus folgt:
{\displaystyle \Rightarrow G\approx G_{\mathrm {s} }\approx G_{\mathrm {e} }\approx D.}
Im Gewinn sind Verluste der Speiseleitung und der Kontaktierung bis zum Anschlussstecker der Antenne nicht mit einbezogen.

### Richtfaktor
Der Richtfaktor D einer Antenne stellt das Verhältnis des Quadrats der maximalen von ihr erzeugten elektrischen Feldstärke Emax in Hauptstrahlrichtung (oder gleichwertig der magnetischen Feldstärke Hmax) zum Quadrat der Feldstärke Ek eines angenommenen Kugelstrahlers im Fernfeld dar, bei gleicher zugeführter Leistung und gleicher Entfernung:
{\displaystyle D={\frac {E_{\mathrm {max} }^{2}}{E_{\mathrm {k} }^{2}}}={\frac {H_{\mathrm {max} }^{2}}{H_{\mathrm {k} }^{2}}}={\frac {S_{\mathrm {max} }}{S_{\mathrm {k} }}}}
Sk ist die Strahlungsdichte eines Kugelstrahlers in gleicher Distanz. Sie ist gleich dem Quadrat der erzeugenden Feldstärken, da es sich um ein Fernfeld handelt.

### Antennenwirkungsgrad
Der Antennenwirkungsgrad η kennzeichnet die elektrischen Verluste der Antenne, z. B. durch ohmsche Leitungswiderstände in der Antenne.
Da die Stromverteilung in der Antenne im Sendefall eine andere ist als im Empfangsfall (was sich aus dem Umstand ergibt, dass das Nahfeld einer Empfangsantenne sich vom Nahfeld einer Sendeantenne unterscheidet), muss beim Wirkungsgrad zwischen Sende- und Empfangsfall unterschieden werden:
- Senden: {\displaystyle \eta _{\mathrm {s} }={\frac {P_{\mathrm {s} }}{P_{\mathrm {s} 0}}}}
  - Ps: Strahlungsleistung in der Hauptkeule
  - Ps0: elektrisch zugeführte Leistung (= Strahlungsleistung in Haupt-, Neben- und Rückkeule)

- Empfangen: {\displaystyle \eta _{\mathrm {e} }={\frac {P_{\mathrm {e} 0}}{P_{\mathrm {e} }}}}
  - Pe0: an den Verbraucher elektrisch abgegebene Leistung
  - Pe: dem elektromagnetischen Strahlungsfeld entnommene elektrische Leistung; diese wird ermittelt aus der Antennenwirkfläche, die proportional ist zum Gewinn und zum Quadrat der Wellenlänge des elektromagnetischen Feldes.

## Anwendung und Vorteile

Diagramm zur Strahlungsintensität

- Da sowohl die Sendeantenne ihre Strahlungsleistung in Richtung der Empfangsantenne bündeln als auch die Empfangsantenne auf die Sendeantenne ausgerichtet werden kann, lässt sich die Reichweite einer Funkverbindung erheblich erhöhen.
- Alternativ kann bei gleichbleibender Reichweite Sendeleistung eingespart werden, da die gewünschte Raumrichtung mit höherer Effizienz ausgeleuchtet wird.
- Durch die gleichzeitige Verringerung des Öffnungswinkels werden Stationen abseits der gewünschten Richtung weniger gestört.
- Dies führt dazu, dass eine Frequenz von mehreren Funkstrecken benutzt werden kann, solange diese nicht in der gleichen Schneise liegen.
- Da die empfangene Leistung von der korrekten Ausrichtung der Empfängerantenne abhängt, kann die Richtung, in der sich der Sender befindet, ermittelt, dieser also angepeilt werden. Das wird z. B. zum Aufspüren von Peilsendern oder zur Navigation mit Hilfe von ungerichteten Funkfeuern angewendet.

## Einheit
Der Antennengewinn wird in der Regel in der Hilfsmaßeinheit Dezibel (dB) angegeben. Da dB ein relatives (logarithmisches) Maß gegenüber einer Bezugsantenne darstellt, wird es ausgehend von der Bezugsantenne errechnet:
{\displaystyle {\text{Gewinn in }}\mathrm {dB} ={\frac {g}{\mathrm {dB} }}=10\cdot \log _{10}\left({\frac {P_{\text{Antenne}}}{P_{\text{Bezugsantenne}}}}\right)}
Dabei muss die Bezugsantenne angegeben werden:
- Wird der Antennengewinn in Bezug auf den Isotropstrahler angegeben, dann schreibt man als Einheit dBi (isotrop).
- bei Angabe des Wertes in Bezug auf eine Antenne des Typs λ/2-Dipol schreibt man dBd (Dipol).

Der ideale Halbwellendipol hat um 2,15 dB mehr Gewinn als der theoretische Isotropstrahler. Gewinnangaben einer Antenne in dBd sind deshalb um 2,15 dB kleiner als deren Gewinn in dBi.

Die ideale λ/2-Dipolantenne hat etwa 2,15 dB mehr Gewinn als der Isotropstrahler.
Wird der Gewinn einer Antenne auf die Dipolantenne bezogen, dann ist dieser Wert deshalb kleiner als der Gewinn der gleichen Antenne bezogen auf den Isotropstrahler mit folgendem Zusammenhang:
{\displaystyle G_{\text{dBd}}\approx G_{\text{dBi}}-2.15\,{\text{dB}}}
Wenn nicht in dB gerechnet wird, spricht man vom Antennengewinn-Faktor G:
{\displaystyle G={\frac {P_{\text{Antenne}}}{P_{\text{Bezugsantenne}}}}=10^{\frac {{\text{Gewinn}}[\mathrm {dB} ]}{10}}}

## Antennenkonstruktion und Gewinn
Eine Antenne mit erhöhtem Gewinn führt unvermeidlich zu einer Verringerung ihrer Halbwertsbreite, da die zur Verfügung stehende Energie auf einen engeren Bereich „fokussiert“, also nur umverteilt wird. Folgende Näherung veranschaulicht diesen Zusammenhang:
{\displaystyle g=10\cdot \log \left(\eta _{\mathrm {eff} }\cdot {{4\pi } \over \Omega }\right)[\mathrm {dBi} ]}; Der Wirkungsgrad η liegt üblicherweise zwischen 0,6 und 0,8 und der Raumwinkel ist in sr einzusetzen.
Eine andere Näherung liefert eine Aussage über den Gewinn durch das Verhältnis zwischen Antennengröße und Wellenlänge. Anwendbar ist diese z. B. bei Parabolantennen, jedoch nicht bei Yagi-Antennen.
{\displaystyle g=10\cdot \log \left(\eta _{\mathrm {eff} }\cdot {\frac {4\pi }{\lambda ^{2}}}\cdot A_{\mathrm {eff} }\right)=10\cdot \log \left(\eta _{\mathrm {eff} }\cdot \left(\pi \cdot {\frac {d}{\lambda }}\right)^{2}\right)}
In folgender Tabelle ist der Antennengewinn für einige Antennen angegeben:
| Bauform                                             | Antennengewinn                                                                                    |
| --------------------------------------------------- | ------------------------------------------------------------------------------------------------- |
| Isotropstrahler                                     | 0 dBi, −2,15 dBd                                                                                  |
| Hertzscher Dipol                                    | ideal: 1,76 dBi                                                                                   |
| λ/2-Dipol (Halbwellendipol)                         | ideal: 2,15 dBi, 0 dBd                                                                            |
| Marconi-Antenne (λ/4-Monopol, Viertelwellenmonopol) | ideal: 5,15 dBi, 3 dBd; real: 2,15 … 3,15 dBi, 0 … 1 dBd                                          |
| Faltdipol                                           | ca. 3,7 dBi (Wellenwiderstand 240 Ω)                                                              |
| Moxon-Antenne                                       | ca. 9,7 dBi (Wellenwiderstand 50 Ω)                                                               |
| Bi-Quad-Antenne                                     | 7,2 … 10,2 dBi (ohne Reflektor) 10,2 … 12,2 dBi (mit Reflektor) (Wellenwiderstand 60 Ω)           |
| Patchantenne                                        | einzelnes Patch vor Reflektor bis ca. 10 dBi                                                      |
| Beverage-Langdrahtantenne                           | (l = 5 … 10 · λ): ca. 7 … 9,5 dBi                                                                 |
| Wendelantenne                                       | 10 … 18 dBi                                                                                       |
| Yagi-Uda-Antenne                                    | ca. 15 … 20 dBd (abhängig von Elementanzahl und Länge)                                            |
| Logarithmisch-Periodische Dipol-Antenne             | ca. 6 … 10 dBd (abhängig von Elementanzahl und Länge)                                             |
| Parabolantenne                                      | 20 dBi bis weit über 70 dBi (abhängig von Verhältnis der Wellenlänge zur geometrischen Dimension) |

## Frequenzverwaltung
Der Antennengewinn wird auch im Bereich der Frequenzverwaltung verwendet. Im Zusammenhang mit Frequenzzuteilungen für Funkstellen, Störungsuntersuchungen bei gemeinsamen Frequenznutzungen und EMV-Analysen von Funkdiensten wird folgender Wortlaut im deutschsprachigen Raum genutzt.
Gewinn einer Antenne (englisch gain of an antenna) ist – entsprechend Artikel 1.160 der VO Funk der Internationalen Fernmeldeunion (ITU) – definiert als:
Gewöhnlich in Dezibel ausgedrücktes Verhältnis der Leistung, die am Eingang einer verlustfreien Bezugsantenne benötigt wird, zu der Leistung, die dem Eingang der gegebenen Antenne zugeführt wird; das Verhältnis muss so sein, dass die beiden Antennen in einer gegebenen Richtung in derselben Entfernung dieselbe Feldstärke oder dieselbe Leistungsflussdichte erzeugen. Wenn nichts anderes angegeben ist, handelt es sich um den Gewinn in der Hauptrichtung. Bei dem Gewinn kann eine bestimmte Polarisierung berücksichtigt werden.
Je nach Wahl der Bezugsantenne wird unterschieden zwischen:
1. isotropem oder absolutem Gewinn (Gi), wenn die Bezugsantenne eine isotrope Antenne im freien Raum ist;
2. Gewinn, bezogen auf einen Halbwellendipol (Gd), wenn die Bezugsantenne eine Halbwellendipol im freien Raum ist und seine Äquatorialebene die gegebene Richtung enthält;
3. Gewinn, bezogen auf eine kurze Vertikalantenne (Gv), wenn die Bezugsantenne ein linearer Leiter ist, der wesentlich kürzer ist als ein Viertel der Wellenlänge und senkrecht zur Oberfläche einer vollkommen leitenden Ebene, die die gegebene Richtung enthält, errichtet ist.[4]